# Sahar Meradji
Sahar Meradji (Teheran, 13 juni 1984) is een Nederlands documentairemaakster van Iraanse komaf. Voor PowNed en de Evangelische Omroep maakte ze verschillende veelbesproken documentaireseries, waaronder Verdoofd (2020), Seksengelen (2021), Ik woke van jou (2022) en Verloren kinderen (2022). Samen met Tygo Gernandt maakte ze in 2018 de documentaireserie Tygo in de GHB en in 2019 Tygo in de psychiatrie.

## Levensloop
Meradji werd geboren in de Iraanse hoofdstad Teheran. In Iran groeide ze op in een welvarende familie. Hoewel Iran een overwegend islamitische bevolking heeft, werd Meradji niet islamitisch opgevoed.
Op vijfjarige leeftijd verhuisde ze met haar moeder naar Nederland vanwege het werk van haar moeder. Ook de op dat moment woedende oorlog speelde een rol in het vertrek. In eerste instantie viel de verhuizing haar zwaar, omdat ze haar familie miste en gepest werd. Meradji groeide op in Leiden waar ze op straat rondtrok met vrienden, omdat ze naar eigen zeggen op zoek was naar uitdagingen die ze niet vond op school en in boeken. Van haar moeder leerde ze reeds op jonge leeftijd dat de wereld hard kan zijn en dat je zelf kiest hoe je met slachtofferschap omgaat.
In 2010 startte ze een studie Intermediale literatuurwetenschappen aan de Vrije Universiteit van Amsterdam. Voordat ze documentaires ging maken, werkte Meradji als redacteur bij onder meer Endemol en TVBV. Vanaf maart 2023 is Meradji als creative producer en documentairemaker verbonden aan PowNed. Meradji had daarvoor een eigen productiebedrijf genaamd ‘Man op de Maan’.
Voor haar werk als documentairemaakster focust Meradji zich op human interest. Meradji gaf aan de gevoelens van de personen die ze filmt te begrijpen, omdat ze zich net als hen onthecht voelt van de samenleving en ze het zelf in haar jeugd ook niet makkelijk heeft gehad. In haar documentaires speelt ze zelf een actieve rol en trekt ze intensief op met de geïnterviewden, en zoekt ze bewust de complexiteit op. Ook heeft ze aangegeven dat het gevaarlijk is om mensen klakkeloos een racist te noemen, op basis van één zin.

## Documentaires

### Verdoofd(2020)
In de documentairereeks Verdoofd (2020) volgde Meradji vier personen die verslaafd zijn aan alcohol en/of drugs. De reeks werd geproduceerd door Goya Productions voor PowNed. De reeks won in 2020 de NPO Start Award in de categorie 'meest gestreamde documentaireserie van 2020'.

### Seksengelen(2021)
De documentairereeks Seksengelen (2021) vertelt het verhaal van vier vrouwelijke sekswerkers. In de serie laat Meradji zien welke beweegredenen de vrouwen hebben om voor sekswerk te kiezen. Net als de documentairereeks 'Verdoofd' werd deze reeks geproduceerd door Goya Productions voor PowNed.

### Ik woke van jou(2022)
De documentairereeks Ik woke van jou (2022) onderzocht Meradji de motivatie van een aantal 'woke'-activisten en of de woke-beweging zorgt voor meer gelijkheid in de samenleving. Hierbij kwamen verschillende onderwerpen aan bod, zoals Zwarte Piet, de woningnood, de klimaatverandering en de economische ongelijkheid. De serie werd door productiebedrijf Man op de Maan voor PowNed geproduceerd.

### Verloren kinderen(2022)
In 2022 maakte Meradji de documentairereeks Verloren kinderen. In de reeks volgde Meradji drie gezinnen die bestempeld zijn als zogenoemde probleemgezinnen. Aansluitend maakte Meradji de webserie Verloren hulpverleners. Hierin bespreekt ze fragmenten uit de reeks met diverse hulpverleners. De serie werd geproduceerd voor de EO.

### Eigen volk eerst(2023)
In 2023 verscheen de vierdelige documentaireserie Eigen volk eerst waar Meradji in gesprek gaat met mensen die volgens de definitie van de Algemene Inlichtingen- en Veiligheidsdienst (AIVD) worden gezien als rechts-extremistisch. In de serie spreekt Meradji onder meer met twee bestuursleden van de organisatie Identitair Verzet en de voorzitter van Jongerenorganisatie Forum voor Democratie. De serie werd geproduceerd voor PowNed.

### De Chemische Generatie(2024)
In de documentaire PowNed of View: De Chemische Generatie sprak Meradji met een aantal jongeren dat drugs is gaan gebruiken tijdens en na de coronacrisis. De documentaire werd geproduceerd voor PowNed.

### Verloren Jongeren(2024)
In deze documentaire volgde Meradji jongeren die jarenlang in de jeugdzorg hebben gezeten en na hun achttiende levensjaar ineens op eigen benen staan. Volgens haar krijgen veel jongeren er de verkeerde zorg en weten ze niet wat ze moeten doen eens ze de volwassen leeftijd hebben bereikt. Ook zouden jongeren onvoldoende worden uitgedaagd om te kijken waar hun kansen liggen. De documentaire werd geproduceerd voor de EO.

### Moslims (2025)
Begin 2025 verscheen de vierdelige documentairereeks Moslims, waarin Meradji in gesprek ging met praktiserende moslims in Nederland die zij volgde in hun dagelijkse bezigheden. Meradji gaf aan te hopen met deze serie een discussie los te maken over de verhouding tussen islamitische waarden en de westerse samenleving. De serie werd geproduceerd voor PowNed.